# Etoposid
Etoposid ist ein Lignan-Glycosid, das partialsynthetisch aus Podophyllotoxin, einem Bestandteil des Harzes des Rhizoms des immergrünen amerikanischen Maiapfels (Podophyllum peltatum), gewonnen wird. Es wird auch als Phosphorsäureester verwendet.

## Pharmakologie
Etoposid findet chemisch unverändert oder in Form seines Phosphorsäureesters (Etoposidphosphat) Verwendung als Zytostatikum in der Chemotherapie. Es hemmt das Enzym Topoisomerase II und unterdrückt die Zytokinese. Dies führt dazu, dass die Zelle in das Stadium der Apoptose gelangt und abstirbt. Weiterhin führt Etoposid auch zu Einzel- und Doppelstrang-Brüchen in der DNA, was die Zytotoxizität noch verstärkt.
Als Nebenwirkungen bei der Chemotherapie treten vorwiegend Allergien, periphere Neuropathie, Hypotonie, Bronchospasmen und milde Leberfunktionsstörungen auf.
Eine sehr ähnliche Verbindung ist das halbsynthetische Teniposid, welches aus Podophyllotoxin hergestellt werden kann.

## Handelsnamen
Monopräparate

Eto-cell (D), Eto-Gry (D), Etomedac (D), Etopophos (D, A, CH), Lastet (D), Neoposid (D), Riboposid (D), Vepesid (D, A, CH, USA), diverse Generika (D, A, CH)